# Dia Mundial da Língua Portuguesa
O Dia Mundial da Língua Portuguesa (ou "Dia da Lusofonia") é celebrado no dia 5 de maio. A data foi criada como Dia da Língua Portuguesa e da Cultura pela Comunidade dos Países de Língua Portuguesa a 20 de julho de 2009, por resolução da XIV Reunião Ordinária do Conselho de Ministros da CPLP, decorrida na cidade da Praia, Cabo Verde. O dia 5 de maio foi a data da Primeira Reunião dos Ministros da Cultura da Comunidade dos Países de Língua Portuguesa. Posteriormente, em 25 de novembro de 2019, a data foi instituída pela UNESCO como Dia Mundial, tornando o idioma português o primeiro no mundo a ter uma data oficial reconhecida pelo órgão da ONU. 
O português é língua oficial de nove países (Angola, Brasil, Cabo Verde, Guiné-Bissau, Guiné-Equatorial, Moçambique, Portugal, São Tomé e Príncipe e Timor-Leste), além da Região Administrativa Especial de Macau (China), e estima-se que seja falado por mais de 265 milhões de pessoas, sendo o idioma mais utilizado do hemisfério sul. A criação da data faz parte de uma estratégia de internacionalização da língua adotada pela CPLP, e busca aumentar o interesse pelo idioma também em áreas não-lusófonas.
A UNESCO propôs, em seu documento de promulgação da data, a realização de "concertos, leitura de obras literárias, palestras, competições, exposições culturais, apresentações culturais e populares, peças teatrais e eventos dando a conhecer a riqueza cultural e social da Língua Portuguesa e da diversidade cultural dos países e comunidades que falam este idioma, dando a conhecer mais sobre nossa língua e sua contribuição para a civilização humana". Pensando nisto, um grupo de intelectuais, escritores, editores, bibliotecários e educadores, constituiu uma Frente Cultural em apoio ao Dia Mundial da Língua Portuguesa, criando iniciativas como, por exemplo, um painel de vídeos em celebração à data, com depoimentos de várias pessoas sobre a língua portuguesa, incluindo nomes como Kardo Bestilo, João Fernando André (Angola), António Sampaio da Nóvoa, Ana Filomena Amaral e Alexandre de Sousa (Portugal), Olinda Beja (São Tomé e Príncipe), Marina Colasanti, Luiz Ruffato, Marco Haurélio, Paulo Markun, Danilo Santos de Miranda, entre outros. 